# Marienapotheke (Eichstätt)

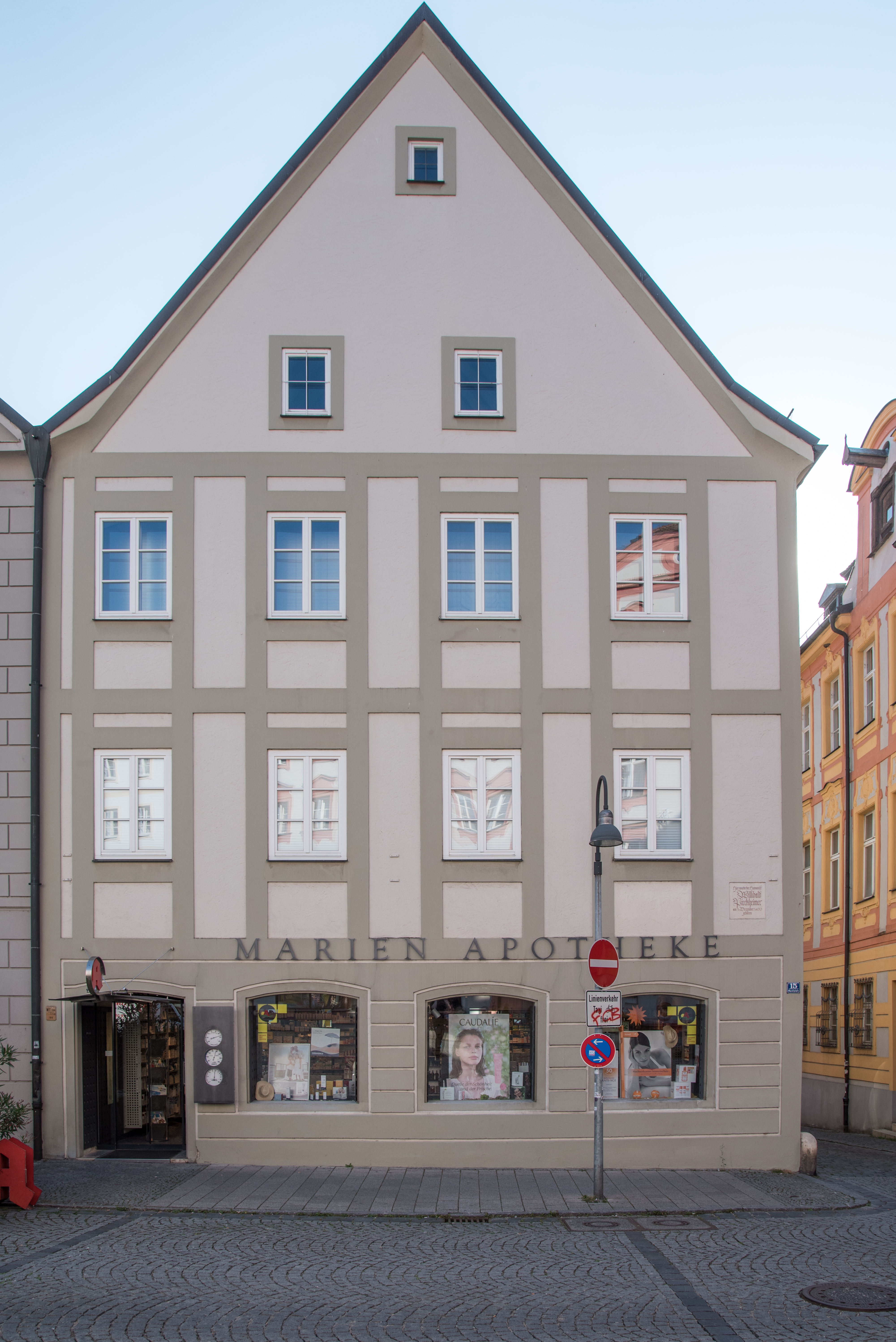
Hauptfassade

Die Marienapotheke ist ein historisches Gebäude in der Altstadt der oberbayerischen Stadt Eichstätt. Der klassizistische Bau steht am Marktplatz 15 und ist unter der Aktennummer D-1-76-123-148 in der Denkmalliste Bayern eingetragen.

## Geschichte
Das dreigeschossige Eckgebäude mit seiner klassizistischen Giebelfront stammt aus dem 1797. Es wird jedoch auf einen älteren Kern geschätzt. Circa um 1984 wurde das Dach durch Karljosef Schattner und Jörg Homeier in Zusammenarbeit mit dem Münchner Bauingenieur Kurt Stepan umgebaut. Im Jahr 1991 baute Homeier mit Pfünzer Lichtplaner Walter Bamberger die Marienapotheke um.
Willibald Pirckheimer wurde am 5. Dezember 1470 in diesem Haus geboren.

## Denkmal
Das Wohnhaus steht unter Denkmalschutz und ist im Denkmalatlas des Bayerischen Landesamtes für Denkmalpflege und in der Liste der Baudenkmäler in Eichstätt eingetragen.